# Munakata
Munakata è una città giapponese della prefettura di Fukuoka, sull'isola del Kyūshū. Appartiene all'area metropolitana Fukuoka-Kitakyushu.

## Città
Situata tra la città di Fukuoka e la città di Kitakyūshū nella prefettura di Fukuoka, è situata di fronte al mare di Hibiki (響灘, Hibiki-nada) e il mare di Genkai (玄界灘, Genkai-nada). Le isole Oshima, Jinoshima e Okinoshima sono incluse nell'area della città. La città è ricca di risorse turistiche, come l'isola sacra di Okinoshima e siti associati della regione di Munakata, che è stato designato come Patrimonio dell'umanità ed è considerato la divinità custode della sicurezza marittima e della sicurezza stradale ed i templi che costituiscono il Santuario di Munakata. Negli ultimi anni si è adoperata per stringere rapporti d'amicizia tra Giappone e Corea del Sud e negli ultimi anni si è adoperato anche per l'amicizia con la Nuova Zelanda e la Bulgaria.

## Storia
Conosciuto per il suo prospero commercio con la Cina e la Corea fin dai tempi antichi. Durante il periodo Asuka, Munakata Taisha fu designato come l'unico distretto (神郡, Kangori) nel Kyūshū, conosciuto come Munakata-gun, il suo territorio si estendeva da Onga a est, alla città di Miyawaka a sud e alla città di Shingu a ovest. Durante il periodo Sengoku (il periodo degli Stati belligeranti) Munakata Ujisada, daimyō e sacerdote shintoista del Santuario di Munakata fondò il castello di Tsutagadake. Grazie a questo le città di Munakata, Onga e Kurate furono protette dall'invasione di altri daimyo come Tachibana Dōsetsu e il clan Ōtomo. Ci sono anche storie di fantasmi legati all'area da quando è scoppiato l'incidente Yamada, un assassinio avvenuto il 16 aprile 1552 in cui una madre e un bambino furono uccisi nel villaggio di Yamaguchi.
Il 1 aprile 1954, la vecchia città di Munakata è stata creata unendo le città di Akama, Tōgō e i villaggi di Yoshitake, Nangō e Kawahi. Il resto del distretto fu incorporato nella città di Fukuma. Il 1 aprile 1981 viene fondata l'attuale città di Munakata. Il 1 aprile 2003, le città di Genkai e Gatsu sono assorbite da Munakata che ottiene lo status di città. Il 28 marzo 2005, il villaggio di Ōshima (anch'esso del distretto di Munakata) è stato assorbito nella città di Munakata.
Nel terremoto del 20 marzo 2005 si sono verificati danni in varie parti della città. Il terremoto ha registrato poco meno di cinque gradi sulla scala Shindo.

## Economia

### Santuari e templi
- Munakata Taisha
- Tempio Zhenguo
- Tempio di Jofukuji (Cimitero di Munakata Ujisada)
- Santuario di Orihata
- Santuario Hirayama Tenmangu
- Mitsuoka Hachimangu
- Zofukuzenin Yamada
- Santuario Marishi
- Hasshogu
- Tempio Soshoji (cimitero di Takakage Kobayakawa)
- Mato Kannon-do
- Otoshimiya
- Tempio Fujiwarayama Jorenji

### Spiaggia
- Spiaggia di Kamiminato
- Spiaggia di Kanezaki Fukahama
- La spiaggia di Satsuki Matsubara
- Satsuki Matsubara

### Rovine
- Tumulo di conchiglie di Kojo
- Sito di Taguma Ishihata (Sito storico nazionale del Giappone) Sito di Taguma Ishihata Parco storico Isekingu Munakata[1]
- Antica tomba di Sakurakyo (sito storico nazionale)
- Parco delle antiche tombe di Koryodai

## Infrastrutture e trasporti
Munakata è servita dalla linea principale Kagoshima della JR Kyushu.
- Stazione di Tōgō - Stazione di Akama - Stazione di Kyōikudaimae

## Città gemellate
- Corea del Sud Città di Gimhae (provincia di Gyeongsang meridionale, Corea del Sud) (1992, città sorella conclusa. Al momento della conclusione, ex città di Munakata.)
- Corea del Sud Corea del Sud Seongsan-eup, città di Seogwipo (provincia di Jeju, Corea del Sud) (Si è concluso nel 1991)
- Bulgaria Bulgaria, Kazanlăk (Provincia di Stara Zagora, Bulgaria) (2010, Friendship and Exchange City concluso)